# Lake Nebagamon
Lake Nebagamon – wieś w Stanach Zjednoczonych, w stanie Wisconsin, w hrabstwie Douglas.